# Sericoides faminaei
Sericoides faminaei är en skalbaggsart som beskrevs av Blanchard 1850. Sericoides faminaei ingår i släktet Sericoides och familjen Melolonthidae. Inga underarter finns listade i Catalogue of Life.